# Carl Ludvig Studsgaard
Carl Ludvig Studsgaard, född 19 december 1830 i Köpenhamn, död 15 februari 1899, var en dansk kirurg.
Studsgaard blev 1848 student från Borgerdydskolen på Christianshavn och tog, efter 1853 att ha fungerat som koleraläkare i Köpenhamn, 1855 läkarexamen. Under de följande åren ägnade han sig dels åt kandidattjänst på Frederiks Hospital, dels av studieresor. Åren 1861–63 fungerade han som reservkirurg på Frederiks Hospital, 1863 förvärvade han doktorsgraden på avhandlingen Om Osteomyelitis. Under dansk-tyska kriget 1864 verkade han som överläkare på lasaretten på Augustenborg och Hvedholm och blev här känd som en framstående operatör. Hans resektioner vid skottsår, vilka han utförde efter Bernhard von Langenbecks metod, väckte för övrigt en inte ringa misstämning genom det otilfredsställande resultatet och medverkade till, att han under den följande tiden ställdes i skugga. 
Från 1866 fick Studsgaard således nöja sig med att vara distrikts- och kommunläkare i Köpenhamn, innan han slutligen 1875 blev överkirurg vid Kommunehospitalets nyinrättade femte avdelning, varifrån han vid Valdemar Holmers död 1884 övergick till första avdelningen. På denna post vann han snabbt högt anseende; hans tekniska färdighet utvecklade sig efterhand till det virtuosmässiga, och från när och fjärran sändes patienter för att bli opererade av honom.  År 1881 blev han titulär professor och 1896 kunglig livkirurg, men behöll sin sjukhustjänst. Efter att 1895 ha blivit kommendör av andra graden i Dannebrogsorden erhöll han 1898 första graden.
Studsgaard fick även en rad förtroendeuppdrag, således var han ledamot av Sundhedskollegiet (1885–96), av styrelsen för "Foreningen til syges og såredes pleje i krigstid" och för "Samfundet, der antager sig vanføre Børn", liksom han även var ledamot av direktionen för det Classenske Litteraturselskab. Åren 1871–80 var han censor vid medicinsk examen. Förutom sin doktorsavhandling publicerade han endast en del mindre klinisk-kirurgiska tidskriftsartiklar; han var en framstående praktiker med ringa litterärt och vetenskapligt intresse.

## Utmärkelser
- Riddare av Dannebrogorden,  1885[2]
- Dannebrogsmännens hederstecken,  1892[2]
- Kommendör av Dannebrogorden,  1895[2]
- Kommendör av första graden av Dannebrogorden,  1898[2]

[Redigera Wikidata]